# Docosapentaensäure
Docosapentaensäure (DPA) ist eine langkettige, ungesättigte Fettsäure. Die fünf Doppelbindungen sind jeweils durch eine Methylengruppe getrennt. Die Polyensäure zählt somit zu den Isolensäuren. 

## Isomere
Die Docosapentaensäuren können sich durch die Lage der Doppelbindungen in der Kette und deren Konfiguration (cis/trans-Isomerie) unterscheiden.
Biologisch treten zwei Isomere auf, die stets cis-konfiguriert sind: 
- Docosa-7,10,13,16,19-pentaensäure, eine Omega-3-Fettsäure, ist ein Zwischenprodukt bei der Bildung von Docosahexaensäure aus Eicosapentaensäure. Sie kommt als Glycerin-Ester in Fisch, Fischöl, Lebertran, Fleisch und in Algen, sowie in Schildkrötenöl und Eieröl in geringen Mengen vor.
- Docosa-4,7,10,13,16-pentaensäure zählt zu den Omega-6-Fettsäuren und ist ein Konstitutionsisomer. Diese wird durch Elongation und Desaturation aus Arachidonsäure gebildet und trägt den Trivialnamen Osbondsäure.

Um Verwechslungen zu vermeiden, werden die Isomere häufig als n-3-DPA und n-6-DPA bezeichnet. 
Docosapentaensäure mit der Konfiguration (4Z,8Z,12Z,15Z,19Z) wurde früher ebenfalls in der Literatur erwähnt, die Existenz dieser Konfiguration konnte aber nicht belegt werden.

## Veraltete Bezeichnungen
Der in der Literatur häufig verwendete Name Clupanodonsäure (oder auch Clupandonsäure) sollte nicht mehr verwendet werden, denn er wird heutzutage der Docosahexaensäure zugeschrieben.